# South Taranaki District
Der South Taranaki District ist eine zur Region Taranaki gehörende Verwaltungseinheit in Neuseeland. Der Rat des Distrikts, South Taranaki District Council (Distriktrat) genannt, hat seinen Sitz in der Stadt Hawera, ebenso wie die Verwaltung des Distrikts.

## Geographie

### Geographische Lage
Der Distrikt stellt mit 3575 km² reiner Landfläche den größten Distrikt in der Region Taranaki dar. Mit 26.577 im Jahr 2013 gezählten Einwohnern kommt der Distrikt auf eine Bevölkerungsdichte von 7,4 Einwohner pro km² und hat damit weniger als ein Viertel der Bevölkerungsdichte des New Plymouth Districts.
Der South Taranaki District wird im Westen und im Süden von der Tasmansee umschlossen. Im Norden grenzen die Distrikte New Plymouth und Stratford an und im Osten tut dies der Whanganui District, der bereits zur Region Manawatu-Wanganui gehört.
Zum Distrikt gehört die Südwestflanke des 2518 m hohen Mount Taranaki mit dem südwestlichen Teil des Egmont National Parks. Die größte Stadt des Distriktes ist Hawera mit rund 11.000 Einwohnern, gefolgt von Eltham mit knapp 2000 Einwohnern, Ōpunake mit rund 1400 Einwohnern und Pātea mit rund 1150 Einwohnern.

### Klima
Der Distrikt steht unter dem Einfluss westlicher Winde, die von der Tasmansee her kommen. Die Sommer sind gemäßigt warm und die Winter mild. Die mittleren Sommerhöchsttemperaturen liegen zwischen 20° C und 23° C im Sommer und 5° C bis 9° C im Winter und die Niederschläge zwischen 1000 und 1600 mm über das Jahr verteilt. Die Sonnenscheindauer beläuft sich über 1900 bis 2100 Stunden pro Jahr.

## Bevölkerung

### Bevölkerungsentwicklung
Von den 26.577 Einwohnern des Distrikts waren 2013 6069 Einwohner Māori-stämmig (22,8 %). Damit lebten 1,0 % der Māori-Bevölkerung des Landes im South Taranaki District. Das durchschnittliche Einkommen in der Bevölkerung lag 2013 bei 29.200 NZ$ gegenüber 28.500 NZ$ im Landesdurchschnitt.

### Herkunft und Sprachen
Die Frage nach der Zugehörigkeit einer ethnischen Gruppe beantworteten in der Volkszählung 2013 82,9 % mit Europäer zu sein, 24,3 % gaben an, Māori-Wurzeln zu haben, 1,6 % kamen von den Inseln des pazifischen Raums und 2,2 % stammten aus Asien (Mehrfachnennungen waren möglich). 7,7 % der Bevölkerung gab an in Übersee geboren zu sein und 5,5 % der Bevölkerung sprachen Māori, bei den Māori 20,7 %.

## Politik

### Verwaltung
Der South Taranaki District ist seinerseits noch einmal in fünf Wards eingeteilt, dem Hawera Ward mit vier Councillors (Ratsmitgliedern), dem Egmond Plains Ward mit drei, dem Eltham Ward und dem Pātea Ward mit jeweils zwei und dem Tangahoe Ward mit einem Councillors. Zusammen mit dem Mayor (Bürgermeister) bilden sie den District Council (Distriktsrat). Der Bürgermeister und die zwölf Ratsmitglieder werden alle drei Jahre neu gewählt.

## Wirtschaft
Die wichtigste Einnahmequelle des Distrikts stellt die Landwirtschaft dar und hier besonders die Milcherzeugung und Milchverarbeitung. Touristisch interessant ist im Distrikt besonders der Ort Ōpunake, der bei den Surfern beliebt ist.

## Infrastruktur

### Verkehr
Verkehrstechnisch angebunden ist der South Taranaki District durch den New Zealand State Highway 3, der von New Plymouth und Stratford kommend direkt nach Hawera und dann östlich an der Küste weiter nach Whanganui führt. Der State Highway 45 verbindet Hawera mit New Plymouth über den Umweg an der Westküste entlang.